# 매탄고등학교
매탄고등학교(梅灘高等學校)는 대한민국 경기도 수원시 영통구 매탄동에 있는 공립 고등학교이다.

## 학교 연혁
- 2005년 1월 22일 : 매탄고등학교 설립 승인인가(15학급)
- 2005년 3월 1일 : 초대 박상호 교장 부임
- 2005년 3월 3일 : 제1회 신입생 입학(573명)
- 2007년 6월 29일 : 당구부 창단
- 2008년 2월 4일 : 제1회 졸업생 배출(504명)
- 2008년 3월 3일 : 축구부 창단
- 2011년 2월 9일 : 제4회 졸업장 수여식(548명) 총 1,982명
- 2018년 3월 1일 : 고교학점제 선도학교 운영
- 2018년 3월 1일 : 교육과정클러스터 운영
- 2018년 3월 1일 : 온라인 공동 교육과정 거점교 운영
- 2020년 2월 25일 : 인공지능(AI) 융합 교육과정 운영교 선정
- 2021년 8월 17일 : 급식실 증축 및 현대화 사업
- 2023년 9월 1일 : 제7대 백경화 교장 부임
- 2023년 12월 22일 : 제17회 졸업생 배출(286명)
- 2024년 3월 4일 : 제20회 신입생 입학(339명)

## 참고 자료
- 매탄고등학교 - 한국교육학술정보원 학교알리미